# Eugenio Canfari
Eugenio Canfari (né le 16 octobre 1878 à Gênes en Ligurie et mort le 23 mars 1962) est un joueur italien de football qui joue au poste de défenseur.

## Biographie
Eugenio et son frère cadet Enrico, lycéens à Turin au lycée classique Massimo d'Azeglio, pratiquaient déjà très jeune le sport, dont le cyclisme, la gymnastique ou encore le football (leur père était propriétaire d'un magasin-atelier de vente et réparation de bicyclettes au Corso Re Umberto 42 à 100 mètres de leur lycée).
Eugenio Canfari est l'un des treize lycéens avec son frère qui fondent, le 1er novembre 1897, le club piémontais du Sport-Club Juventus (au départ club omnisport). Leur boutique devient le premier siège du club, et Eugenio en devient le premier président.
Pour assumer le club, Eugenio demanda alors une taxe d'une lire par mois par personne, ce qui provoqua des départs.
Quelque temps après, la boutique, devenue trop petite, Eugenio déboursa six lires pour la location de quatre chambres, pour le siège de son club.
C'est l'un des treize créateurs du club, Enrico Piero Molinatti, qui en fut élu le secrétaire, avec la tâche de signer les cartes, tenir la caisse, acquérir le premier ballon, déniché dans un petit magasin de la rue Barbaroux, au cœur de la ville, où un certain Jordan vendait étoffes et vêtements Principe di Galles.
La présidence d'Eugenio ne dura qu'une année, et passa le flambeau à son frère Enrico en 1898 (avec le club de la Juventus, il joue quelques matchs entre sa création et 1903).
Après s'être retiré du monde du football, il fonde à Turin en 1902 avec Guiseppe Alby et Francesco Darbesio la société de fabrication d'automobiles Società fabbrica di automobili Taurinia (qui exista jusqu'en 1907), se concentrant sur sa passion pour le monde de l'automobile.
Il décède le 23 mars 1962 à Turin à l'âge de 83 ans, dans sa maison piazza Bernini.